# Acianthera discophylla
Acianthera discophylla är en orkidéart som först beskrevs av Carlyle August Luer och Germán Carnevali, och fick sitt nu gällande namn av Carlyle August Luer. Acianthera discophylla ingår i släktet Acianthera och familjen orkidéer. Inga underarter finns listade i Catalogue of Life.